# باشگاه فوتبال نساجی مازندران در فصل ۹۸–۱۳۹۷
باشگاه فوتبال نساجی مازندران در فصل ۹۸–۱۳۹۷، در هجدهمین دورهٔ رقابت‌های لیگ برتر فوتبال ایران (جام خلیج فارس) حضور دارد. این اولین حضور نساجی در این رقابت‌ها است. همچنین این مسابقات سی و سومین دورهٔ از بالاترین دسته لیگ در فوتبال ایران می‌باشد. این تیم همچنین در این فصل در سی و دومین دورهٔ جام حذفی فوتبال ایران حضور داشت.

## پیش‌زمینه‌ها

### صعود به لیگ برتر

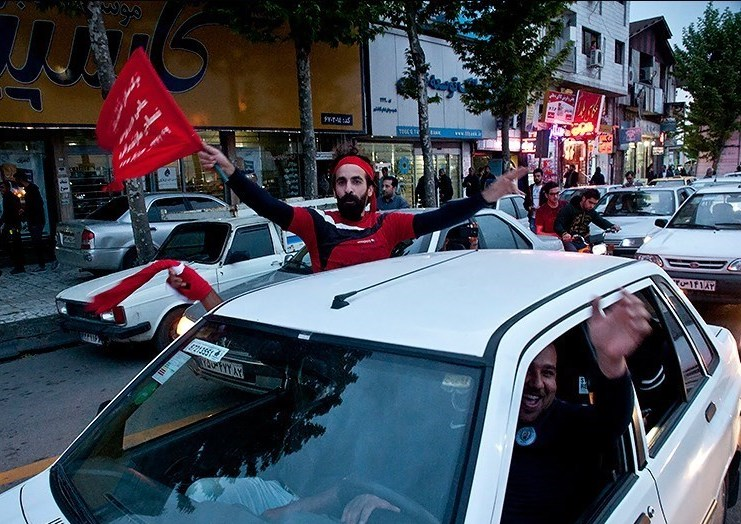
پس از صعود نساجی به لیگ برتر، مردم قائمشهر در این شهر به خیابان‌ها آمده و به خوشحالی پرداختند

در فصل پیشین، در حالی که تنها دو تیم از لیگ آزادگان صعود می‌کردند، همه چیز به نتایج همزمان آخرین هفته آن گره خورد. در این هفته نساجی می‌بایست با نتیجه‌ای پر گل بازی در مقابل راه‌آهن را می‌برد. سرمربی خونه به خونه، رقیب نساجی که بخت بیشتری برای صعود داشت، پیش از این بازی گفته بود «اگر نساجی فکر می‌کند می‌تواند راه‌آهن را ۷–۰ ببرد، ما در بابل ۱۵ گل خواهیم زد.» حدود بیست و پنج هزار نفر برای این بازی به ورزشگاه تختی در تهران رفتند. در بازی‌های هم‌زمان نساجی توانست با نتیجه ۶–۰ حریف خود را ببرد و با امتیاز مساوی با خونه به خونه ولی تفاضل گل بیشتر به لیگ برتر صعود کند. بدین ترتیب نساجی پس از ۲۴ سال به سطح اول لیگ برتر ایران بازگشت.

### آماده شدن ورزشگاه خانگی
با صعود تیم نساجی به لیگ برتر، یکی از مشکلات این تیم آماده نبودن ورزشگاه وطنی بود. نه ظرفیت این استادیوم و نه امکانات آن مناسب بازی‌های لیگ برتر نبود و از همین رو خیلی زود مسئولان قائمشهر به فکر بازسازی این ورزشگاه و افزایش ظرفیت آن افتادند. امکانات ورزشگاه‌های میزبان مسابقات لیگ برتر بایستی به تأیید ناظران کنفدراسیون فوتبال آسیا (AFC) برسد و سکوها، نور ورزشگاه، اسکوربورد و… می‌بایست مطابق معیارها و استانداردهای آنان ترمیم و بازسازی می‌شد. یک هفته مانده به آغاز بازی‌های لیگ برتر، هنوز ورزشگاه برای بازی هفتهٔ نخست آماده نبود و برای تصمیم‌گیری دربارهٔ محل میزبانی این مسابقه در استانداری مازندران و با حضور استاندار، فرمانده نیروی انتظامی استان، رئیس هیئت فوتبال و مدیرکل وزارت ورزش و جوانان استان جلسه‌ای برگزار شد که مدیرکل ورزش و جوانان استان از حیدر بهاروند، رئیس سازمان لیگ، سعید فتاحی، مسئول مسابقات، و سهیل مهدی، مسئول صدور مجوز حرفه‌ای سازمان لیگ، نیز به آن دعوت شدند.

واقعاً متأسفم در دو شهر که آب و هوای خوبی دارند و چون ما بلد نیستیم از چمن طبیعی نگهداری کنیم، از چمن مصنوعی استفاده می‌کنیم… به نظر من خیلی زشت است برای سرسبزترین منطقه ایران بخواهیم از این چمن استفاده کنیم.

جواد نکونام، سرمربی نساجی، اصرار داشت مسابقات نساجی از همان ابتدای فصل در ورزشگاه وطنی برگزار شود. او در این باره گفته بود: «باید چقدر هزینه شود تا اینگونه مردم شاد شوند؟ وقتی فوتبال توانسته، چرا نباید به خاطر این هواداران یک ورزشگاه را آماده کنند؟ روزی که همه قول می‌دادند من گفتم الان زمان عمل کردن است… من اصلاً به ورزشگاهی غیر از ورزشگاه وطنی فکر نمی‌کنم… این حداقل کاری است که می‌توانیم برای مردم مازندران و قائمشهر کنیم.» نهایتاً این اصرارها به ثمر نشست و در آخرین روزها مشکل نورافکن ورزشگاه حل شد و در حالی که با توجه به بتن‌ریزی جدید سکوهای پشت دروازه، تماشاچیان اجازهٔ نشستن روی این جایگاه‌ها را نداشتند، نساجی در وطنی به مصاف راه‌آهن رفت. ولی مشکلات ورزشگاه کاملاً برطرف نشدند؛ تا جایی که در هفتهٔ پنجم مسابقات لیگ، یکی از مسئولان از آماده نبودن رختکن‌های ورزشگاه وطنی و عدم اجازه نساجی برای میزبانی در این ورزشگاه خبر داد.
پس از آن که نصیرزاده (مدیرعامل باشگاه ماشین‌سازی تبریز) از کم بودن نور ورزشگاه وطنی انتقاد کرد، مدیر اجرایی باشگاه نساجی مازندران در پاسخ گفت:
«وقتی مسابقات لیگ یک تمام شد، نزدیک به دو ماه در ورزشگاه شهید وطنی تعمیرات اعمال شد. آقای فتاحی و دیگر دوستان ما در سازمان لیگ آمدند و ایراداتی به استادیوم گرفتند. تا روز ۵ مرداد که شروع لیگ برتر بود ۸۰ درصد موانع برطرف شد و ۲۰ درصدی که هیچ تأثیری در روند برگزاری مسابقه نداشت، باقی ماند و به همین دلیل به باشگاه نساجی اجازهٔ برگزاری مسابقه به عنوان میزبان را دادند. در این وسط فقط بحث رختکن باقی مانده که باید برطرف شود… مسئولیت استادیوم با هیئت فوتبال قائمشهر و ادارهٔ ورزش و جوانان استان مازندران است. اگر مشکلاتی هم هست باید این ارگان‌ها حل کنند و اصلاً به باشگاه نساجی مربوط نمی‌شود. ما مشکلاتی در رختکن، سالن کنفرانس و دیگر قسمت‌های جزیی داریم. در این مدت هم مالک و هم مدیرعامل باشگاه اعتراضاتی را انجام دادند… ۶ هزار صندلی به علاوه نور و اسکوربورد به آن اضافه شده‌است… دو سال طول می‌کشد که این استادیوم آماده شود چون ما بعد از ۲۴ سال به لیگ برتر صعود کردیم…»

### بازی‌های پیش‌فصل
نساجی پیش از آغاز فصل با تیم‌های سایپا و سپیدرود بازی‌هایی تدارکاتی انجام داد. در بازی با سایپا در اواخر زمان مسابقه، با این که سایپا توانسته بود بازی ۲–۰ باخته را به تساوی ۲–۲ برساند، پس از گل تساوی علی دایی، سرمربی سایپا، بازیکنان خود را از زمین خارج کرد و بازی نیمه‌کاره ماند. اما در بازی با سپیدرود رشت، که برخی به آن لقب شهرآورد «ال برارو» داده‌اند، نساجی توانست با دو گل پیروز مسابقه شود. همچنین قرار بود نساجی به مصاف پارس جنوبی برود که پس از اعلام برنامهٔ بازی‌های لیگ، توسط سرمربیان دو تیم لغو شد.
| ۱۳۹۷/۰۴/۲۲ تدارکاتی                  | نساجی                   | ۲–۲   | سایپا | کیاکلا                                       |
| ۱۸:۲۰ ساعت رسمی ایران (یوتی‌سی ۴:۳۰+) | عباس‌زاده ۶۵' · آبشک ۸۵' | گزارش |       | ورزشگاه: ورزشگاه شهدای سیمرغ تماشاگران: ۵۰۰۰ |

| ۱۳۹۷/۰۴/۲۸ تدارکاتی                  | نساجی                    | ۲–۰   | سپیدرود | تهران                           |
| ۱۸:۳۰ ساعت رسمی ایران (یوتی‌سی ۴:۳۰+) | سجاد آشوری · نیما مختاری | گزارش |         | ورزشگاه: ورزشگاه شماره دو آزادی |

## مرور فصل

### مرور جام حذفی
نساجی در نخستین بازی خود در چهارچوب جام حذفی ۹۸–۱۳۹۷، در مرحلهٔ یک‌شانزدهم نهایی میزبان تیم دسته سومی شاهین لردگان بود. نساجی در این بازی موفق به پیروزی پر گل ۵–۰ شد و محمدمهدی نظری توانست در این بازی هت تریک کند.
در مرحلهٔ یک‌هشتم نهایی نساجی مهمان سپاهان اصفهان شد. این دو تیم در حالی به مصاف هم رفتند که یک هفته دیگر در قالب نهمین هفتهٔ لیگ برتر نیز هم باید در فولادشهر دیدار دیگری را با یکدیگر برگزار کنند. در دقیقهٔ ۵ بازی، پس از سومین کرنر پیاپی، کی‌روش استنلی روی ارسال کومان با ضربهٔ سر گل نخست بازی را به ثمر رساند. اما در دقیقهٔ ۲۶ ارسال علی شجاعی از روی ضربهٔ آزاد میانهٔ زمین، با دو ضربهٔ پشت سر بازیکنان سپاهان، کیانی و شهباززاده، وارد دروازهٔ خودی شد تا بازی به تساوی کشیده شود.
پس از آن در ضربات پنالتی پنالتی اول را گولسیانی و ایران‌پوریان برای تیم‌هایشان گل کردند. دومین پنالتی نساجی را آبشک زد که نیازمند، دروازه‌بان سپاهان، آن را مهار کرد. پس از آن کی‌روش استنلی برای سپاهان و مجتبی ممشلی برای نساجی گل زدند. پنالتی سوم سپاهان توسط ساسان انصاری زده شد که حامد لک آن را با کف دست لمس کرد و توپ پس از برخورد با تیر افقی خارج شد. حامد شیری و ولادیمیر کومان هم پنالتی‌های چهارم را گل کردند. پنالتی آخر نساجی را محمد عباس‌زاده، کاپیتان نساجی، زد که از بالای دروازه به بیرون رفت و پس از آن کیانی با گل کردن واپسین پنالتی، به کار نساجی در جام حذفی پایان داد.

### مرور لیگ برتر

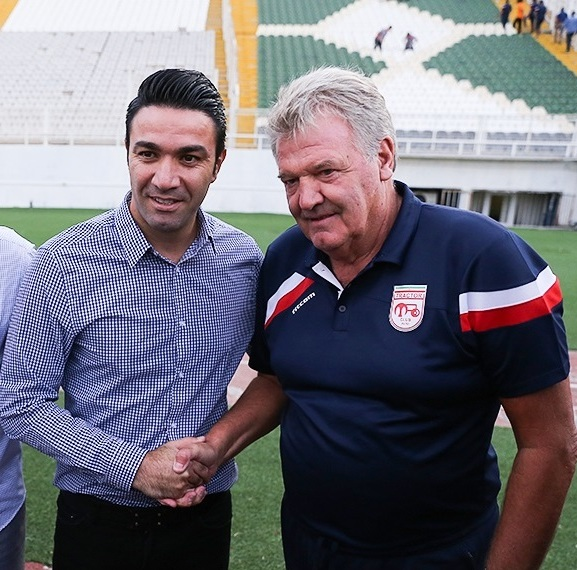
سرمربی تراکتورسازی پس از بازی: «تیم مقابل بهتر بود. ما امروز خیلی خوش شانس بودیم که توانستیم یک امتیاز بگیریم.»

پس از ۲۴ سال، در نخستین حضور نساجی در لیگ برتر، این تیم در مقابل باشگاه فوتبال ذوب آهن اصفهان با نتیجه ۱–۰ شکست خورد. پس از آن، در هفته دوم نساجی، در ورزشگاه خالی از تماشاچی، در تبریز مهمان تیم پر مهرهٔ تراکتورسازی بود که در پایان بازی به تساوی ۱–۱ رسید.جان توشاک، سرمربی تراکتورسازی، پس از بازی گفت: «تیم مقابل تیم بهتری بود. ما امروز خیلی خوش شانس بودیم که توانستیم یک امتیاز بگیریم. اگر بازی ادامه پیدا می‌کرد، ممکن بود ما بازی را واگذار کنیم. به مربی و بازیکنان تیم حریف تبریک می‌گویم. آن‌ها عملکرد بهتری داشتند.»
جواد نکونام به داوری در هفته‌های ابتدایی معترض بود و پس از برگزاری سومین مسابقه، در برابر فولاد خوزستان، به خبرنگاران گفت: «الان سه هفته جای اینکه ما ببریم، باختیم یا مساوی کردیم. حرف نزنیم؟ یک بار بگویید داور اشتباه کرده‌است.» سپس باشگاه نساجی از موعود بنیادی‌فر، داور بازی با فولاد، شکایت کرد. پس از آن علیرضا فغانی برای داوری بازی با نفت مسجدسلیمان انتخاب شد که با استقبال تماشاچیان نساجی در ابتدای بازی همراه بود. برخی هواداران نساجی در ابتدای این بازی با بنرهایی در اعتراض به داوری هفته‌های پیشین در ورزشگاه حاضر بودند. در این بازی نساجی توانست با نتیجهٔ ۱–۰ حریف را شکست دهد و برای نخستین بار در لیگ برتر پیروزی کسب کند. همچنین محمد عباس‌زاده شانس زدن گل دوم از روی نقطه پنالتی را داشت که دروازه‌بان حریف ضربه چیپ او را در دو مرحله مهار کرد. پس از این نخستین پیروزی، بازیکنان نساجی به سوی هواداران رفته و به رقص محلی مازندرانی پرداختند.
روز و ساعت بازی با پرسپولیس سه بار تغییر کرد که دلیل آن بازی پرسپولیس در لیگ قهرمانان آسیا و مشکل همزمان شدن پخش تلویزیونی مسابقه والیبال با آن بوده‌است. پیش از این بازی، باشگاه نساجی مدعی حضور یک جاسوس در تمرینات تیم شد که در حال فیلم و عکس گرفتن از تمرین بازیکنان نساجی بوده. برانکو ایوانکویچ این ادعا را تکذیب کرد و گفت با توجه به شناختی که از نساجی دارد، نیازی به جاسوس نمی‌بیند. داور این بازی رضا کرمانشاهی بود که پیش‌تر بازی تراکتورسازی-نساجی را قضاوت کرده بود و نکونام به برخی تصمیمات او معترض شده بود. در نیمهٔ دوم علی علیپور، بازیکن قائمشهری پرسپولیس، موفق به گلزنی به نساجی قائمشهر شد ولی از خوشحالی پس از گل پرهیز کرد که با تشویق تماشاچیان تیم مقابل مواجه شد. دقیقه ۶۲ بازی علی شجاعی خطایی روی کمال کامیابی‌نیا انجام داد که موجب کارت زرد دوم و اخراجش شد که این تصمیم با اعتراض شدید بازیکنان و نیمکت نساجی روبه‌رو شد. پس از آن محمد عباس‌زاده هم تعویض شد که با تشویق طرفداران پرسپولیس از زمین خارج شد. نکونام پس از مسابقه گفت از عملکرد تیمش راضی بوده و دربارهٔ داور گفت: «…در صحنه اخراج کاملاً اشتباه کرد و این صحنه خطای خیلی معمولی وسط زمین بود. در محوطه پرسپولیس هم اگر پنالتی بود باید به بازیکن حریف کارت زرد نشان می‌داد. داور مربی حریف را اخراج نمی‌کند، اما می‌دود و کمک مربی ما را راحت اخراج می‌کند. من پای خودم را روی خط محدوده مربیان گذاشتم، دقیقاً روی خط گذاشتم، که داور چهارم آمد و گفت برو داخل محدوده مربیان!» برانکو ایوانکوویچ، سرمربی پرسپولیس، هم پس از آن گفت: «…این حق آن‌هاست که بیایند و بجنگند؛ اما اتفاقات اینچنینی داستانش متفاوت است… این که پیش از بازی صحبت‌هایی می‌کنند، مهم نیست. چیزی که مشخص است، پرسپولیس و جنگ، تلاش، مسابقه جوانمردانه و احترام به حریف است.» پندار خمارلو، مدیر روابط عمومی باشگاه و مدیر رسانه‌ای تیم فوتبال پرسپولیس، نیز گفت «پرسپولیس قطعاً در خصوص این اتفاقات به کمیته اخلاق و انضباطی فدراسیون فوتبال شکایت خواهد کرد.»
در هفته هفتم، در حالی که در بازی مقابل نفت مسجد سلیمان و پرسپولیس محمدامین رضایی دروازه‌بان ثابت نساجی شده‌بود، در بازی با استقلال مجدداً حامد لک در دروازه قرار گرفت. همچنین در جناح چپ دفاعی حمیدرضا دیوسالار پس از چندین بازی از ترکیب خارج شد و مجتبی ممشلی جای او را گرفت و به این شکل ترکیب دفاعی‌تر شد. سومین تغییر به دلیل اخراج علی شجاعی در بازی قبل بود و محمد میری، که در دیدار با تراکتورسازی هم فیکس بود، جانشین او شد. اما مهم‌ترین تغییر نساجی در خط حمله بود و برای نخستین بار در این فصل محمد عباس‌زاده نیمکت‌نشین شد و به جای او محمدمهدی نظری به زمین رفت. بازیکنان نساجی در بازی با استقلال تهران در میانهٔ زمین اجازه بازی‌سازی را از استقلال گرفته بودند و هر بازیکنی که از استقلال صاحب توپ می‌شد، چند نساجی‌چی روی پایش بودند تا خیلی زود توپ را بگیرند. این سیستم دفاع چند لایه‌ای نساجی را به تاکتیک‌های دیگو سیمئونه در اتلتیکو مادرید تشبیه کرده‌اند.
در هفتهٔ هشتم در قائمشهر سایپا رو در روی نساجی قرار گرفت که این بازی هم به تساوی رسید. گیورگی گولسیانی، مدافع گرجی نساجی، با ادامهٔ روند رو به رشد خود در این بازی هم کارنامهٔ درخشانی داشت و گل تساوی را او به ثمر رساند. در این هفته هم نساجی‌چیان و جواد نکونام به داوری معترض شدند؛ در صحنه‌ای که با یک شگرد ابتکاری و جدید بازیکنان نساجی قصد داشتند ضربهٔ کرنر را با غافلگیری تیم حریف گل کنند، داور و کمک او ضربهٔ کرنرشان را مردود اعلام کردند و در حالی که توپ وارد دروازه سایپا شد، داور دستور تکرار کرنر را صادر کرد. در بازبینی صحنه‌های بازی، صحیح بودن این ضربهٔ کرنر واضح است. هواداران نساجی پس از نتیجهٔ تساوی در این دیدار، نسبت به عملکرد دفاعی تیم اعتراض کردند.

خدا را شکر سه امتیاز این بازی را گرفتیم. بازی بسیار خوب و نزدیکی بود. با بضاعتی که نساجی داشت، بازی نزدیکی ارائه کرد. آن‌ها با لایه‌های دفاعی و چشم داشتن به ضد حملات به میدان آمدند. البته از ضد حملات به گل رسیدند… شانس با ما یار بود و توانستیم در دقایق آخر به گل برسیم. ما دقیقه ۹۲ گل خوردیم اما با نگرش پیروزی توانستیم در دقیقه ۹۵ به گل برسیم… در کل باید به لیگ بابت این بازی تبریک گفت، این بازی پنج گل داشت و موقعیت‌های زیادی هم روی دروازه‌ها ایجاد شد… در مجموع باید به دو تیم تبریک گفت که بازی خوبی انجام دادند…

در بازی با سپاهان در اصفهان در حالی که نساجی ابتدا با گل سجاد آشوری در دقیقهٔ ۱۰ پیش افتاده بود، در نیمهٔ دوم ۲–۱ عقب افتاد، تا این که فرشاد فرجی در وقت‌های اضافه و در دقیقهٔ ۹۲ بازی را به تساوی کشاند. اما کار به اینجا ختم نشد و در دقیقهٔ ۹۵ داور مسابقه، کوپال ناظمی، یک پنالتی مشکوک را برای سپاهانیان اعلام کرد که منجر به پیروزی ۳–۲ سپاهان در پایان بازی شد. این بازی حواشی هم داشت. تماشاچیان سپاهان در این بازی به حامد لک (دروازه‌بان نساجی) و جواد نکونام (مربی نساجی) فحاشی کردند. مدیرعامل باشگاه نساجی، علی امیری، پس از بازی واکنش تندی به داوری این بازی نشان داد. او نه تنها پنالتی دقایق آخر سپاهان را نادرست و «خطای باد روی سجاد شهباززاده» دانست، بلکه معتقد بود دو پنالتی مشکوک هم برای نساجی گرفته نشد. علاوه بر اعتراض سرمربی، بازیکنان و تماشاچیان نساجی باشگاه اعلام کرد به کمیته داوران هم شکایت خواهد کرد. محمد فنایی و سعید مظفری‌زاده، کارشناسان داوری، در بررسی صحت این پنالتی، تصمیم داور را اشتباه دانسته و معتقد به تمارض بازیکن سپاهانی بودند. کارشناسان و داوران دیگری هم این نظر را تأیید کردند. فریدون اصفهانیان (رئیس کمیته داوران فدراسیون فوتبال) پس از چند روز بر اشتباه داور بازی صحه گذاشت ولی مدیرعامل نساجی به این «اعتراف» قانع نشد. او گفت «همین امتیازات دود شده و بر باد رفته ناشی ازاشتباهات داوران می‌تواند سرنوشت تیم‌های برای سقوط و بقا یا حتی قهرمانی را تعیین کند. این اعترافات به درد نساجی و هواداران مظلومش نمی‌خورد… آقای تاج، رئیس محترم فدراسیون فوتبال، … باور بفرمایید ما و هواداران نساجی دیگر هیچ امیدی به اصلاح داوری فوتبال ایران با رئیس فعلی نداریم… هر چند متأسفانه برنامه نود پخش نشد و نساجی و هوادارانش به شدت از این مسئله ناراحت شدند، اما جا دارد تشکر خالصانه‌ای از تمام رسانه‌های ورزشی کشور داشته باشم که از ناداوری‌ها علیه نساجی نوشتند. چه بسا اگر حق طلبی و مطالب رسانه‌ها نبود، آقای اصفهانیان به جای اعتراف به اشتباه از داورانی که علیه نساجی سوت زدند تشکر هم می‌کرد.»
پس از دو بازی پیاپی با سپاهان در اصفهان (در جام حذفی و لیگ) نساجی در قائمشهر به دیدار ماشین‌سازی رفت. نساجی‌چیان در این بازی نمایش هجومی ارائه دادند و حملات متعددی روی دروازه ماشین‌سازی به وجود آوردند، اما در ضربات آخر دقت لازم را نداشتند و تیم مقابل هم با دفاع چند لایه به تساوی رضایت داد. در این بازی محمد عباس‌زاده برای نساجی ثابت بازی کرد. نکونام در نشست خبری بعد از بازی گفت که برخی از بازیکنان در این بازی به خوبی وظیفه‌شان را انجام ندادند. او مشکل تیم را در عقب زمین دانست و وعده داد در نیم‌فصل بازیکنان بهتری را جایگزین خواهد کرد.

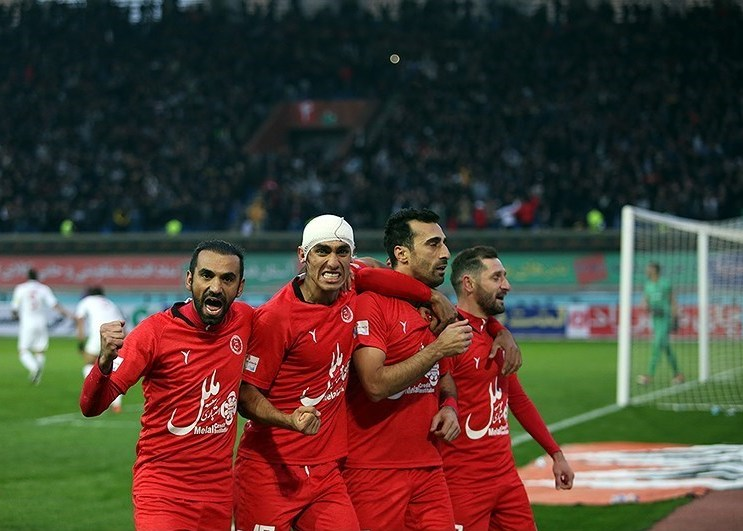
امین قاسمی‌نژاد پس از زدن گل نخست بازی، از خوشحالی پرهیز کرد.

با توجه به اعتراضات مداوم نساجی به اشتباهات داوری علیه این تیم، بازی نساجی با پدیده در مشهد سومین بار بود که علیرضا فغانی در بازی‌های نساجی قضاوت می‌کرد. یحیی گل‌محمدی، سرمربی پدیده، اهل محمودآباد است و نخستین تجربهٔ مربی‌گری خود را با نساجی آغاز کرده‌بود. همچنین محمدرضا خلعتبری، سعید صادقی، محمد قاسمی‌نژاد و امین قاسمی‌نژاد نیز از بازیکنان مازندرانی پدیده هستند. امین قاسمی‌نژاد، مهاجم بابلی و زنندهٔ گل اول پدیده، این بازی را «سخت‌ترین بازی نیم‌فصل» برای تیمش دانست. این بازی در پایان ۳–۰ به پایان رسید. جواد نکونام در نشست خبری پس از بازی گفت: «ما می‌دانستیم تیم پدیده می‌تواند با یک موقعیت یک گل به ثمر برساند و بازی را برای حریف مشکل کند، اما روی یک سانتر گل خوردیم… بازی در کنترل ما بود و از شروع نیمه دوم نیز کاملاً بر حریف احاطه داشتیم، اما در قسمت گلزنی دیگر خودم نمی‌توانم کاری کنم چرا که هر شش بازیکن خطوط جلوی ما موقعیت برای گلزنی داشتند که در نهایت موفق به این کار نشدند.» او دربارهٔ اشکال کارش تیمش گفت: «در این بازی هم کماکان همان مشکل همیشگی‌مان را داشتیم که در تمام‌کنندگی است… وقتی دیدم اولین فورواردمان نمی‌تواند گلزنی کند، دومی را آوردم و او هم نتوانست گلزنی کند، سومین مهاجم را هم آوردم باز هم نتوانستیم گلزنی کنیم.» مدیرعامل نساجی پس از این بازی تمامی اعضای باشگاه را جریمه مالی کرد.
بالاخره پس از هفته‌ها ناکامی، نساجی توانست در برابر استقلال خوزستان به دومین برد این فصل خود دست یابد. میری و عاشوری گل‌های نساجی را در این بازی به ثمر رساندند. همچنین ابوالفضل علایی در این بازی از زمین اخراج شد و کادر فنی هر دو تیم به داوری اعتراض‌هایی داشتند. فرشاد فرجی که در تمام ۱۱ مسابقه پیشین نساجی در ترکیب اصلی حضور داشت، بعد از اشتباهاتش در بازی قبل، در این بازی نیمکت‌نشین بود. داریوش یزدی (سرمربی استقلال خوزستان) در نشست خبری پس از بازی شدیداً از نکونام انتقاد کرد و گفت: «[نکونام باید] دنبال بازی فنی در زمین باشد؛ ایشان در نیمه دوم نه فقط این که کارش را به‌طور فنی پیش نمی‌برد، بلکه به توپ جمع‌کن‌ها و تماشاگران می‌گفت برای ما ایجاد مشکل کنند!... انگار تفکر فوتبالی نکونام در کشورهای عربی مانده و فقط خودش به اروپا رفته‌است!» او همچنین نساجی را متهم به لابی‌گری کرده و از بخشش محرومیت بازیکن این تیم و محروم کردن یکی از بازیکنان خودش پیش از بازی انتقاد کرده و آن را ناشی از لابی باشگاه نساجی دانست.

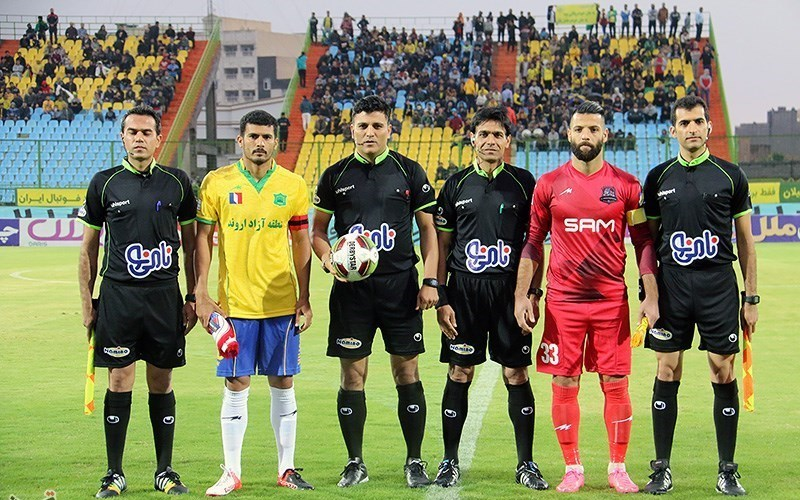
کاپیتان‌های دو تیم و داوران مسابقه پیش از بازی صنعت نفت-نساجی

در بازی با باشگاه فوتبال صنعت نفت آبادان بازیکنان نساجی عملکرد بهتری ارائه دادند و پس از تساوی بدون گل در نیمه اول، در دقیقه ۶۳ روی ارسال امید سینگ، با ضربه سر گولسیانی به گل رسیدند. این برتری تا دقایق پایانی ادامه داشت ولی در دقیقهٔ ۹۳ صنعت نفت گل تساوی را به ثمر رساند. این برای چندمین در فصل جاری بود که نساجی در دقایق پایانی بازی گل می‌خورد و امتیاز از دست می‌داد. آبادانی‌ها در این بازی به داوری اعتراض شدیدی داشتند و برخی از نیمکت‌نشینان این تیم اخراج شدند.
در مسابقه میان نساجی و سپیدرود رشت، با توجه به اشتباه‌های داوری مکرری که علیه تیم نساجی صورت گرفته بود، برای چهارمین بار در این فصل علیرضا فغانی داوری بازی را برعهده گرفت. در حالی که پیشتر اعلام شده بود حامد شیری به دلیل مصدومیت از ناحیهٔ کشاله ران نمی‌تواند به این بازی برسد، ۱۰ دقیقه مانده به آغاز مسابقه مجتبی ممشلی، دیگر مدافع نساجی، هم حین گرم کردن مصدوم شد. در این بازی که دربی شمال کشور محسوب می‌شود، نساجی نیمه نخست را پر فشار آغاز کرد اما تا دقایق پایانی نتوانست به گل رسد. با تعویض اجباری عباس‌زاده، محمدمهدی نظری جایگزین او شد و در اواخر بازی در شلوغی حاصل از کرنر گل نخست را به ثمر رساند. در نیمهٔ دوم سپیدرود هجومی‌تر شد؛ این تیم یک پنالتی به دست آورد که محمد غلامی آن را تبدیل به گل کرد و دقایقی بعد میلاد شیخ سلیمانی سپیدرود را پیش انداخت. نساجی که بازی برده را با باخت عوض کرده بود، چهار دقیقه بعد از گل دوم سپیدرود، بر روی یک کرنر ارسالی از سینک و ضربه آکروباتیک عبدی کار را به تساوی ۲–۲ رساند و بازی با همین نتیجه به پایان رسید. کارشناس داوری برنامه نود در بررسی دو آفساید پیاپی نساجی که احتمال تک به تک شدن در آن‌ها وجود داشت، اشتباه داوری را تأیید کرد.
برای آخرین بازی نیم‌فصل نخست نساجی مصدومان زیادی داشت و هیچ‌کدام از بازیکنان خط حمله این تیم توان حضور در میدان را نداشتند. محمدمهدی نظری از ناحیهٔ کتف و محمد عباس‌زاده از ناحیهٔ مچ پا در بازی با سپیدرود مصدوم شدند و رحمان جعفری، دیگر مهاجم نساجی، در تمرین روز پیش از بازی آسیب دید. نساجی با ترکیب حامد لک، جورجی گولسیانی، فرشاد فرجی، مهرداد عبدی، حمیدرضا دیوسالار، احمد عبدالله‌زاده، محمد آبشک، علی‌اصغر آشوری، سجاد آشوری، امید سینک و شاهین مجیدی به مصاف پیکان تهران رفت. دو تیم به دنبال پیروزی در دقایق واپسین بازی بودند و نساجی توانست در این هنگام با گل دقیقهٔ ۸۶ سجاد آشوری از روی یک سانتر به نخستین برد خارج از خانهٔ خود دست یابد. پس از به ثمر رسیدن این گل دروازه‌بان نساجی، حامد لک، به روی زمین افتاد که خود نکونام از او خواست بلند شده و بازی را ادامه دهد و چنین حرکاتی را به ضرر تیم خودی دانست. حامد لک با کلین شیت در این مسابقه پنجمین بازی بدون گل خوردن خود را در این فصل ثبت کرد و نقش مثبتی در تیم ایفا کرد.
پس از پایان نیم‌فصل، جواد نکونام اعلام کرد تمرینات این تیم به مدت ۱۰ روز تعطیل است و دور جدید آماده‌سازی برای نیم‌فصل دوم از روز ۲۶ آذرماه آغاز خواهد شد. در حالی که شایعاتی دربارهٔ تغییر سرمربی نساجی وجود داشت، نکونام گفت که کادر فنی تیم تعطیلی ندارد و سعی داریم بازیکنان جدیدی در نیم‌فصل بعدی به تیم اضافه کنیم. مدتی بعد نکونام به دلیل برخی مشکلاتی که دارد با ارسال نامه ای به باشگاه نساجی از هدایت این تیم استعفا می‌کند؛ او در این نامه می‌نویسد:
" به نام خدا"
مالکین محترم باشگاه نساجی مازندران.
جناب آقای فرهاد صنیعی فر و جناب آقای رضا حدادیان
سلام علیکم.
با احترام به استحضار می‌رساند، اینجانب جواد نکونام سرمربی نساجی مازندران ضمن تشکر و قدردانی از حسن اعتماد و زحمات شما دو بزرگوار و آقای علی امیری مدیر عامل باشگاه، به دلیل برخی مشکلات قادر به همکاری در این پست نمی‌باشم و درخواست استعفا دارم.
خواهشمند است با تقاضای بنده موافقت فرموده و دستورها لازم را در این خصوص مبذول فرمایید.
پیشاپیش از لطف و عنایت شما و حمایت و محبت هواداران پرشور و عاشق نساجی مازندران سپاسگزار بوده و در ادامه راه لیگ برتر برای این تیم دوست داشتنی آرزوی موفقیت دارم.

با تشکر و احترام- جواد نکونام
پس از این استعفا چند باری زمزمه بازگشت نکونام یا آمدن فیروز کریمی به نساجی به گوش می‌رسید که در نهایت منتفی شدند. سرانجام پس از کش و قوس‌های بسیار مجید جلالی به عنوان سرمربی نساجی مازندران انتخاب شد.
با تصمیم باشگاه، علی امیری و فرزاد مجیدی، مدیرعامل و سرپرست این باشگاه جدا شدند و در حال حاضر محمد کاظمی این مسئولیت را بر عهده دارد.
در اولین بازی از نیم فصل دوم، نساجی با سرمربیگری مجید جلالی و بدون دو بازیکن اصلی در ورزشگاه فولاد شهر اصفهان برابر ذوب‌آهن قرار گرفت. نساجی در این بازی محمد عباس‌زاده را به علت مصدومیت و فرشاد فرجی را به علت محرومیت در اختیار نداشت. نساجی با ترکیب حامد لک، جورجی گولسیانی، لاشا توتادزه، مجتبی ممشلی، حمیدرضا دیوسالار، احمد عبدالله‌زاده، محمد آبشک، علی‌اصغر عاشوری، سجاد آشوری، امید سینگ و رحمان جعفری به مصاف حریف خود رفت. در این بازی نساجی، بازی را مدیریت کرد و در ضد حملات نیز فرصت‌های خوبی داشت که ثمربخش نبود و در نهایت با حریف خود به نتیجه مساوی بدون گل رسید و یک امتیاز در اصفهان حاصل این بازی بود.
در هفته هفدهم لیگ برتر نساجی در ورزشگاه شهید وطنی قائمشهر میزبان تراکتورسازی تبریز بود، این تیم بدون دو بازیکن اصلی برابر حریف خود قرار گرفت. نساجی محمد عباس‌زاده را به علت مصدومیت و حامد لک را به علت محرومیت در اختیار نداشت. نساجی با ترکیب محمدامین رضایی، جورجی گولیسیانی، لاشا توتادزه، مجتبی ممشلی، حمیدرضا دیوسالار، احمد عبدالله‌زاده، محمد آبشک، علی‌اصغر عاشوری، سجاد عاشوری، امید سینگ و رحمان جعفری به مصاف تراکتورسازی رفت. تراکتورسازی بازی را هجومی آغاز کرد و دقیقه ۱۷ ارسال خوب یوکیا سوگیتا هافبک ژاپنی از سمت چپ با اشتباه گیورگی گولسیانی همراه شد و گل اول بازی برای تراکتورسازی به ثمر رسید. در ادامه بازی در اختیار نساجی بود و می‌توانست بازی را مساوی کند اما این اتفاق نیفتاد. در نیمه دوم نیز هر دو تیم فرصت‌هایی داشتند که در دقیقه ۷۳ آرفنگ دافه هافبک کامرونی که در اواخر نیمه اول به جای امید سینگ وارد میدان شده بود به خوبی با استفاده از اشتباه احسان حاج صفی پاس گل داد و رحمان جعفری گل اول نساجی را در این بازی به ثمر رساند و در ادامه نیز هر دو تیم فرصت‌هایی برای به ثمر رساندن گل داشتند ولی در نهایت بازی با نتیجه مساوی به پایان رسید. در پایان این بازی هر دو تیم نسبت به قضاوت داور در این بازی معترض بودند و اعتقاد داشتند که داور باید یک ضربه پنالتی برای آن‌ها اعلام می‌کرد.
با تصمیم باشگاه، فرهاد کوچک‌زاده که پیش از این در نساجی دستیار بود، سرپرست انتخاب شد.

## نقل و انتقالات

### ورودی
| شماره | نقش       | نام               | سن | از تیم          | هزینهٔ انتقال | نوع انتقال | فصل      | منبع    |  |
| ----- | --------- | ----------------- | -- | --------------- | ------------ | ---------- | -------- | ------- |  |
| ۱     | دروازه‌بان | حامد لک           | ۲۷ | فولاد خوزستان   | رایگان       | دائمی      | تابستانی | [ ۸۶ ]  |  |
| ۳     | مدافع     | فرشاد فرجی        | ۲۴ | خونه به خونه    | رایگان       | دائمی      | تابستانی | [ ۸۷ ]  |  |
| ۷     | هافبک     | امید سینگ         | ۲۵ | پارس جنوبی      | رایگان       | دائمی      | تابستانی | [ ۸۸ ]  |  |
| ۸     | هافبک     | علی‌اصغر عاشوری    | ۲۹ | فولاد خوزستان   | رایگان       | دائمی      | تابستانی | [ ۸۹ ]  |  |
| ۹     | مهاجم     | محمدمهدی نظری     | ۲۸ | فجر سپاسی       | رایگان       | دائمی      | تابستانی | [ ۹۰ ]  |  |
| ۱۰    | هافبک     | محمدصادق بارانی   | ۲۵ | پیکان           | رایگان       | دائمی      | تابستانی | [ ۹۱ ]  |  |
| ۱۱    | مهاجم     | نیما مختاری       | ۲۵ | گسترش فولاد     | رایگان       | دائمی      | تابستانی | [ ۹۲ ]  |  |
| ۱۳    | هافبک     | محمد آبشک         | ۳۱ | بادران          | رایگان       | دائمی      | تابستانی | [ ۹۳ ]  |  |
| ۱۵    | مدافع     | محسن آقایی        | ۲۳ | مشکی‌پوشان       | رایگان       | دائمی      | تابستانی | [ ۹۴ ]  |  |
| ۱۵    | هافبک     | احمد عبدالله زاده | ۲۵ | نفت آبادان      | رایگان       | دائمی      | تابستانی | [ ۹۵ ]  |  |
| ۱۸    | مدافع     | حامد شیری         | ۳۲ | سایپا           | رایگان       | دائمی      | تابستانی | [ ۹۶ ]  |  |
| ۱۹    | هافبک     | محمد میری         | ۲۵ | خونه به خونه    | رایگان       | دائمی      | تابستانی | [ ۹۷ ]  |  |
| ۲۰    | هافبک     | علی شجاعی         | ۲۱ | سایپا           | رایگان       | دائمی      | تابستانی | [ ۹۸ ]  |  |
| ۲۱    | مهاجم     | آرفنگ دافه        | ۲۷ | تورپدو کوتائیسی | رایگان       | دائمی      | زمستانی  |         |  |
| ۲۳    | مدافع     | حمیدرضا دیوسالار  | ۲۸ | خونه به خونه    | رایگان       | دائمی      | تابستانی | [ ۹۹ ]  |  |
| ۲۴    | مدافع     | کمیل محمدی        | ۲۳ | نفت تهران       | رایگان       | دائمی      | تابستانی | [ ۱۰۰ ] |  |
| ۳۰    | مدافع     | ابوالفضل علایی    | ۲۴ | استقلال خوزستان | رایگان       | دائمی      | تابستانی | [ ۱۰۱ ] |  |
| ۳۲    | مدافع     | احمد نعیمی        | ۲۵ | شهرداری ماهشهر  | رایگان       | دائمی      | تابستانی | [ ۱۰۲ ] |  |
| ۴۴    | دروازه‌بان | نیما میرزازاد     | ۲۱ | ملوان           | رایگان       | دائمی      | تابستانی | [ ۱۰۳ ] |  |
| ۵۵    | مدافع     | گیورگی گولسیانی   | ۲۷ | ذوب آهن         | رایگان       | دائمی      | تابستانی | [ ۱۰۴ ] |  |
| ۶۶    | هافبک     | عرفان معصومی      | ۲۱ | پارس جنوبی      | رایگان       | دائمی      | تابستانی | [ ۱۰۵ ] |  |
| ۷۰    | مهاجم     | سجاد آشوری        | ۲۵ | خونه به خونه    | رایگان       | دائمی      | تابستانی | [ ۱۰۶ ] |  |
| ۷۷    | مدافع     | لاشا توتادزه      | ۳۰ | دینامو تفلیس    | رایگان       | دائمی      | زمستانی  |         |  |
| ۸۸    | هافبک     | شاهین مجیدی       | ۳۰ | فجر سپاسی       | رایگان       | دائمی      | تابستانی | [ ۱۰۷ ] |  |

### خروجی
| شماره | نقش       | نام               | سن | انتقال به          | هزینهٔ انتقال | نوع انتقال | فصل      | منبع    |
| ----- | --------- | ----------------- | -- | ------------------ | ------------ | ---------- | -------- | ------- |
| ۱     | دروازه‌بان | مجتبی روشنگر      | ۳۶ | بادران             | رایگان       | دائمی      | تابستانی | [ ۱۰۸ ] |
| ۳     | مدافع     | مرتضی غلامعلی‌تبار | ۳۵ | شاهین بوشهر        | رایگان       | دائمی      | تابستانی | [ ۱۰۹ ] |
| ۷     | هافبک     | سهیل رحمانی       | ۳۰ | بادران             | رایگان       | دائمی      | تابستانی | [ ۱۱۰ ] |
| ۱۰    | هافبک     | محمدصادق بارانی   | ۲۴ | سایپا              | با غرامت     | دائمی      | تابستانی | [ ۱۱۱ ] |
| ۱۱    | هافبک     | محمود شفیعی       | ۲۷ | اکسین البرز        | رایگان       | دائمی      | تابستانی | [ ۱۱۲ ] |
| ۱۲    | هافبک     | مسعود اشرفی       | ۲۴ | نفت امیدیه         | رایگان       | دائمی      | تابستانی | [ ۱۱۳ ] |
| ۱۳    | هافبک     | محمدرضا خرسندنیا  | ۳۰ | سپیدرود            | رایگان       | دائمی      | تابستانی | [ ۱۱۴ ] |
| ۱۵    | مدافع     | محسن آقایی        | ۲۳ | کاررون اروند       | رایگان       | دائمی      | تابستانی | [ ۱۱۵ ] |
| ۱۸    | هافبک     | ایمان شوریابی     | ۳۰ | شهرداری ماهشهر     | رایگان       | دائمی      | تابستانی | [ ۱۱۶ ] |
| ۲۰    | مدافع     | محمد آشتیانی      | ۳۰ | بادران             | رایگان       | دائمی      | تابستانی | [ ۱۱۷ ] |
| ۲۴    | مهاجم     | محمد اوسانی       | ۲۴ | اکسین البرز        | رایگان       | دائمی      | تابستانی | [ ۱۱۸ ] |
| ۲۴    | مدافع     | کمیل محمدی        | ۲۳ | کارون اروند خرمشهر | رایگان       | دائمی      | زمستانی  |         |
| ۳۰    | مدافع     | ابوالفضل علایی    | ۲۴ | پارس جنوبی جم      | رایگان       | دائمی      | زمستانی  |         |
| ۴۰    | مدافع     | حسن نجفی          | ۳۰ | شاهین بوشهر        | رایگان       | دائمی      | تابستانی | [ ۱۱۹ ] |
| ۶۰    | هافبک     | میثم کریمی        | ۲۷ | استقلال خوزستان    | رایگان       | دائمی      | تابستانی | [ ۱۲۰ ] |
| ۶۶    | مدافع     | مجید بهروزی       | ۲۷ | فجر سپاسی          | رایگان       | دائمی      | تابستانی | [ ۱۲۱ ] |
| ۶۷    | هافبک     | محمد رحمتی        | ۲۳ | سرخپوشان پاکدشت    | رایگان       | دائمی      | تابستانی | [ ۱۲۲ ] |
| ۷۰    | مهاجم     | احمد الجبوری      | ۲۵ | بادران             | رایگان       | دائمی      | تابستانی | [ ۱۲۳ ] |
| ۷۷    | مهاجم     | احسان پیرهادی     | ۲۷ | کاررون اروند       | رایگان       | دائمی      | تابستانی | [ ۱۲۴ ] |
| ۸۸    | مهاجم     | شاهین مجیدی       | ۳۰ | سرخپوشان پاکدشت    | رایگان       | دائمی      | تابستانی |         |
| ۹۹    | مهاجم     | مجتبی محبوب مجاز  | ۲۷ | مس رفسنجان         | رایگان       | دائمی      | تابستانی | [ ۱۲۵ ] |

## بازیکنان

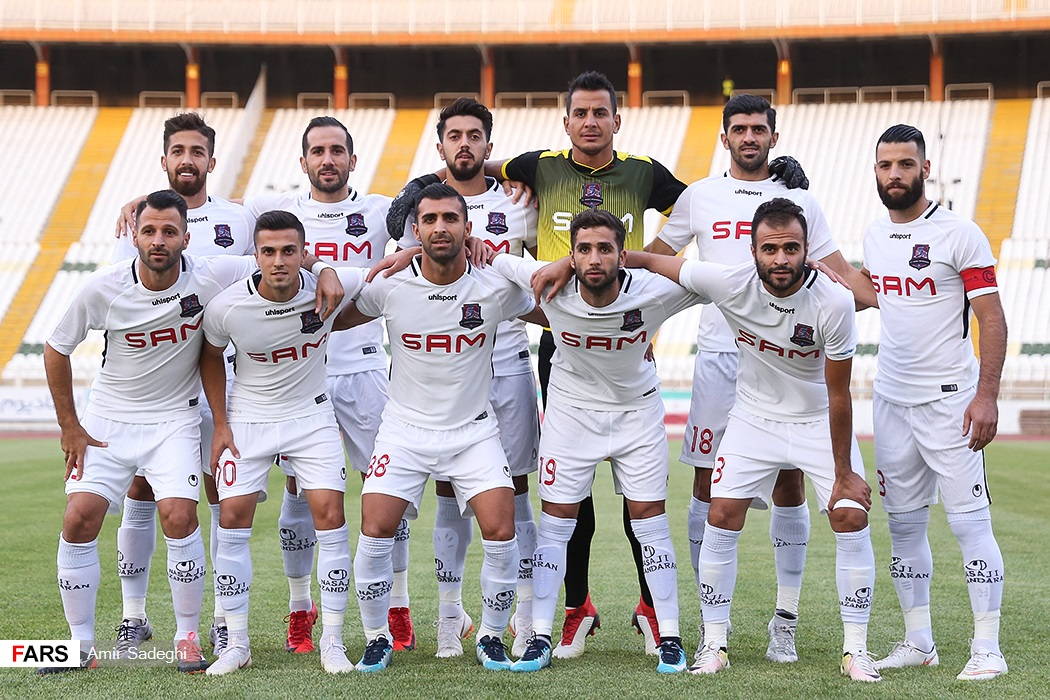
ترکیب اصلی نساجی برای بازی در مقابل تراکتورسازی تبریز

### ترکیب تیم در لیگ برتر
| شماره |       | نقش       | بازیکن           |
| ----- | ----- | --------- | ---------------- |
| ۱     | ایران | دروازه‌بان | حامد لک          |
| ۳     | ایران | مدافع     | فرشاد فرجی       |
| ۵     | ایران | مدافع     | مجتبی ممشلی      |
| ۶     | ایران | هافبک     | مهرداد عبدی      |
| ۷     | هند   | هافبک     | امید سینگ        |
| ۸     | ایران | هافبک     | علی‌اصغر عاشوری   |
| ۹     | ایران | مهاجم     | محمدمهدی نظری    |
| ۱۱    | ایران | مهاجم     | نیما مختاری      |
| ۱۳    | ایران | هافبک     | محمد آبشک        |
| ۱۵    | ایران | هافبک     | احمد عبدالله‌زاده |
| ۱۷    | ایران | مهاجم     | رحمان جعفری      |
| ۱۸    | ایران | هافبک     | حامد شیری        |
| ۱۹    | ایران | هافبک     | محمد میری        |

| شماره |         | نقش       | بازیکن           |
| ----- | ------- | --------- | ---------------- |
| ۲۰    | ایران   | هافبک     | علی شجاعی        |
| ۲۱    | سنگال   | مهاجم     | آرفنگ دافه       |
| ۲۳    | ایران   | مدافع     | حمیدرضا دیوسالار |
| ۳۲    | ایران   | مدافع     | احمد نعیمی       |
| ۳۳    | ایران   | مهاجم     | محمد عباس‌زاده    |
| ۴۰    | ایران   | دروازه‌بان | محمدامین رضایی   |
| ۴۴    | ایران   | دروازه‌بان | نیما میرزا زاد   |
| ۵۰    | گرجستان | مدافع     | گیورگی گولسیانی  |
| ۶۶    | ایران   | هافبک     | عرفان معصومی     |
| ۷۰    | ایران   | مهاجم     | سجاد آشوری       |
| ۷۷    | گرجستان | مدافع     | لاشا توتادزه     |

## گلزنان
| بازیکن          | لیگ برتر | جام حذفی | مجموع |
| --------------- | -------- | -------- | ----- |
| محمدمهدی نظری   | ۵        | ۳        | ۸     |
| گیورگی گولسیانی | ۵        | ۰        | ۵     |
| سجاد آشوری      | ۵        | ۰        | ۵     |
| رحمان جعفری     | ۳        | ۰        | ۳     |
| مهرداد عبدی     | ۲        | ۱        | ۳     |
| محمد عباس‌زاده   | ۲        | ۰        | ۲     |
| علی‌اصغر عاشوری  | ۲        | ۰        | ۲     |
| مجتبی ممشلی     | ۲        | ۰        | ۲     |
| حامد شیری       | ۱        | ۰        | ۱     |
| علی شجاعی       | ۰        | ۱        | ۱     |
| فرشاد فرجی      | ۱        | ۰        | ۱     |
| محمد میری       | ۱        | ۰        | ۱     |
| لاشا توتادزه    | ۱        | ۰        | ۱     |

## رقابت‌ها

### بررسی مسابقات
| رقابت    | اولین بازی     | آخرین بازی       | شروع دور        | جایگاه نهایی | آمار | آمار | آمار | آمار | آمار | آمار | آمار | آمار  |
| رقابت    | اولین بازی     | آخرین بازی       | شروع دور        | جایگاه نهایی | بازی | ب    | ت    | ش    | گ‌ز   | گ‌خ   | ت‌گ   | % برد |
| -------- | -------------- | ---------------- | --------------- | ------------ | ---- | ---- | ---- | ---- | ---- | ---- | ---- | ----- |
| لیگ برتر | ۴ مرداد ۱۳۹۷   | ۲۶ اردیبهشت ۱۳۹۸ | هفته اول        |              | ۳۰   | ۷    | ۱۵   | ۸    | ۲۹   | ۲۹   | —    | ۰۲۳   |
| جام حذفی | ۲۶ شهریور ۱۳۹۷ | ۱۳ مهر ۱۳۹۷      | یک‌شانزدهم نهایی | یک‌هشتم نهایی | ۲    | ۱    | ۱    | ۰    | ۶    | ۱    | —    | ۰۵۰   |
| مجموع    | مجموع          | مجموع            | مجموع           | مجموع        | ۳۲   | ۸    | ۱۶   | ۸    | ۳۵   | ۰    | ۳۵+  | ۰۲۵   |

آخرین به‌روزرسانی در: ۷ مه ۲۰۱۹.

منبع: رقابت‌ها

### لیگ برتر

#### جایگاه در جدول
| رتبه | تیم      | بازی | برد | مساوی | باخت | گل زده | گل خورده | گل تفاضل | امتیاز |
| ---- | -------- | ---- | --- | ----- | ---- | ------ | -------- | -------- | ------ |
| ۸    | فولاد    | ۳۰   | ۹   | ۱۱    | ۱۰   | ۳۰     | ۳۹       | ۹−       | ۳۸     |
| ۹    | صنعت نفت | ۳۰   | ۷   | ۱۶    | ۷    | ۳۱     | ۳۰       | ۱+       | ۳۷     |
| ۱۰   | نساجی    | ۳۰   | ۷   | ۱۵    | ۸    | ۲۹     | ۲۹       | ۰        | ۳۶     |
| ۱۱   | پیکان    | ۳۰   | ۹   | ۸     | ۱۳   | ۲۷     | ۳۵       | ۸−       | ۳۵     |
| ۱۲   | پارس جم  | ۳۰   | ۷   | ۹     | ۱۴   | ۲۸     | ۳۳       | ۵−       | ۳۰     |

#### دست‌آوردها در خانه و بیرون
| مجموع | مجموع  | مجموع | مجموع | مجموع | مجموع | مجموع | مجموع | خانه | خانه | خانه | خانه | خانه | خانه | مهمان | مهمان | مهمان | مهمان | مهمان | مهمان |
| بازی  | امتیاز | پ     | ت     | ش     | گ‌ز    | گ‌خ    | ت‌گ    | پ    | ت    | ش    | گ‌ز   | گ‌خ   | ت‌گ   | پ     | ت     | ش     | گ‌ز    | گ‌خ    | ت‌گ    |
| ----- | ------ | ----- | ----- | ----- | ----- | ----- | ----- | ---- | ---- | ---- | ---- | ---- | ---- | ----- | ----- | ----- | ----- | ----- | ----- |
| ۲۸    | ۳۰     | ۵     | ۱۵    | ۸     | ۲۴    | ۲۸    | −۴    | ۴    | ۸    | ۲    | ۱۳   | ۹    | ۴+   | ۱     | ۷     | ۶     | ۱۱    | ۱۹    | −۸    |

آخرین بروزرسانی: ۷ مه ۲۰۱۹

منبع: سازمان لیگ

پ = پیروزی؛ ت = تساوی؛ ش = شکست؛ گ‌ز = گل زده؛ گ‌خ = گل خورده؛ ت‌گ = تفاضل گل

#### نتایج در هر بازی
| هفته    | ۱  | ۲  | ۳  | ۴  | ۵  | ۶  | ۷  | ۸  | ۹  | ۱۰ | ۱۱ | ۱۲ | ۱۳ | ۱۴ | ۱۵ | ۱۶ | ۱۷ | ۱۸ | ۱۹ | ۲۰ | ۲۱ | ۲۲ | ۲۳ | ۲۴ | ۲۵ | ۲۶ | ۲۷ | ۲۸ | ۲۹ | ۳۰ |
| ------- | -- | -- | -- | -- | -- | -- | -- | -- | -- | -- | -- | -- | -- | -- | -- | -- | -- | -- | -- | -- | -- | -- | -- | -- | -- | -- | -- | -- | -- | -- |
| زمین    | خ  | ب  | خ  | ب  | خ  | ب  | خ  | خ  | ب  | خ  | ب  | خ  | ب  | خ  | ب  | ب  | خ  | ب  | خ  | ب  | خ  | ب  | ب  | خ  | ب  | خ  | ب  | خ  | ب  | خ  |
| دست‌آورد | ش  | م  | م  | ش  | پ  | ش  | م  | م  | ش  | م  | ش  | پ  | م  | م  | پ  | م  | م  | ش  | پ  | م  | م  | ش  | م  | م  | م  | پ  | م  | ش  | پ  | پ  |
| جایگاه  | ۱۵ | ۱۴ | ۱۲ | ۱۵ | ۱۲ | ۱۳ | ۱۳ | ۱۳ | ۱۴ | ۱۴ | ۱۴ | ۱۲ | ۱۲ | ۱۲ | ۹  | ۱۰ | ۹  | ۱۰ | ۹  | ۹  | ۸  | ۱۱ | ۱۲ | ۱۱ | ۱۱ | ۱۰ | ۱۱ | ۱۱ | ۱۱ | ۱۰ |

زمین: ب = بیرون از خانه، خ = داخل خانه. دست‌آورد: پ = پیروزی، ش = شکست، م = مساوی، ع = به تعویق افتاده.

#### بازی‌ها
| ۱۳۹۷/۰۵/۰۴ ۱                         | نساجی | ۰–۱   | ذوب‌آهن          | قائم‌شهر                                                            |
| ۲۰:۴۵ ساعت رسمی ایران (یوتی‌سی ۴:۳۰+) |       | گزارش | ۱۵' ادی ارناندز | ورزشگاه: ورزشگاه شهید وطنی تماشاگران: ۱۲٬۰۰۰ داور: سید مهدی سیدعلی |

| ۱۳۹۷/۰۵/۱۲ ۲                         | تراکتورسازی                        | ۱–۱   | نساجی                                                            | تبریز                                                         |
| ۲۰:۰۰ ساعت رسمی ایران (یوتی‌سی ۴:۳۰+) | آنتونی استوکس ۴۰' · علی طاهران '۳۲ | گزارش | ۶۶' محمدمهدی نظری · '۷۲ لک · '۴۳ ممشلی · '۶۳ عباس‌زاده · '۶۴ نظری | ورزشگاه: ورزشگاه یادگار امام تماشاگران: ۰ داور: رضا کرمانشاهی |

| ۱۳۹۷/۰۵/۱۸ ۳                         | نساجی                      | ۱–۱   | پارس جنوبی                           | قائم‌شهر                                                       |
| ۲۰:۳۰ ساعت رسمی ایران (یوتی‌سی ۴:۳۰+) | محمد عباس‌زاده پنالتی' (۲۹) | گزارش | '۲۸ عماد میرجوان · ۵۳' ابراهیم صالحی | ورزشگاه: ورزشگاه شهید وطنی تماشاگران: ۱۵٬۰۰۰ داور: پیام حیدری |

| ۱۳۹۷/۰۵/۲۵ ۴                         | فولاد                                                       | ۲–۱   | نساجی                                               | اهواز                                                         |
| ۲۰:۳۰ ساعت رسمی ایران (یوتی‌سی ۴:۳۰+) | لوسیانو پریرا پنالتی' (۶۶) · حسن بیت سعید ۷۲' · بیت‌سعید '۹۳ | گزارش | ۱۰' محمد عباس‌زاده · '۴۵ شجاعی · '۶۴ آبشک · '۹۰ سینگ | ورزشگاه: ورزشگاه الغدیر تماشاگران: ۱٬۰۰۰ داور: موعود بنیادی‌فر |

| ۱۳۹۷/۰۶/۰۱ ۵                         | نساجی                 | ۱–۰   | نفت مسجدسلیمان            | قائم‌شهر                                                         |
| ۲۰:۱۵ ساعت رسمی ایران (یوتی‌سی ۴:۳۰+) | عاشوری ۵۲' · فرجی '۸۹ | گزارش | '۱۲ خدایی‌اصل '۸۹ کولیبالی | ورزشگاه: ورزشگاه شهید وطنی تماشاگران: ۱۳٬۰۰۰ داور: علیرضا فغانی |

| ۱۳۹۷/۰۶/۲۱ ۶                         | پرسپولیس                                          | ۲–۱   | نساجی                                   | تهران                                                        |
| ۲۰:۳۰ ساعت رسمی ایران (یوتی‌سی ۴:۳۰+) | کامیابی‌نیا '۴۳ · علیپور ۵۰' · شیری ۷۰' (گل‌به‌خودی) | گزارش | آبشک '۴۳ · شجاعی '۴۵ '۶۳ · گولسیانی ۹۷' | ورزشگاه: ورزشگاه آزادی تماشاگران: ۱۵٬۰۰۰ داور: رضا کرمانشاهی |

| ۱۳۹۷/۰۶/۳۱ ۷                   | نساجی                              | ۰–۰   | استقلال تهران     | قائم‌شهر                                                      |
| ساعت رسمی ایران (یوتی‌سی ۳:۳۰+) | محمد آبشک '۲۵ احمد عبدالله‌زاده '۸۷ | گزارش | روح‌الله باقری '۶۶ | ورزشگاه: ورزشگاه شهید وطنی تماشاگران: ۱۵٬۰۰۰ داور: حسین زرگر |

| ۱۳۹۷/۰۷/۰۶ ۸                         | نساجی                   | ۱–۱   | سایپا                 | قائم‌شهر                                                       |
| ۱۸:۱۵ ساعت رسمی ایران (یوتی‌سی ۳:۳۰+) | گولسیانی ۷۵' · سینگ '۴۵ | گزارش | دشتی ۵۱' · رضاوند '۶۴ | ورزشگاه: ورزشگاه شهید وطنی تماشاگران: ۱۵٬۰۰۰ داور: بیژن حیدری |

| ۱۳۹۷/۰۷/۲۷ ۹                         | سپاهان                                               | ۳–۲   | نساجی                                                                    | اصفهان                                                        |
| ۱۶:۴۵ ساعت رسمی ایران (یوتی‌سی ۳:۳۰+) | استنلی ۱۵' ۹۶' (پنالتی) · شهباززاده ۸۳' · پورقاز '۲۰ | گزارش | آشوری ۱۰' · فرجی ۹۲' · ممشلی '۳۸ · جعفری '۵۰ · عاشوری '۵۸ · گولسیانی '۹۵ | ورزشگاه: ورزشگاه نقش جهان تماشاگران: ۱۰٬۰۰۰ داور: کوپال ناظمی |

| ۱۳۹۷/۰۸/۰۳ ۱۰                        | نساجی                       | ۰–۰   | ماشین‌سازی          | قائم‌شهر                                                      |
| ۱۶:۳۰ ساعت رسمی ایران (یوتی‌سی ۳:۳۰+) | علی شجاعی '۲۳ محمد میری '۲۹ | گزارش | سید احمد موسوی '۲۳ | ورزشگاه: ورزشگاه شهید وطنی تماشاگران: ۸٬۰۰۰ داور: پیام حیدری |

| ۱۳۹۷/۰۸/۱۱ ۱۱                        | پدیده                                                                       | ۰–۳   | نساجی                          | مشهد                                                          |
| ۱۶:۰۰ ساعت رسمی ایران (یوتی‌سی ۳:۳۰+) | امین قاسمی نژاد ۳۰' · مهربان ۷۹' · محمد قاسمی‌نژاد ۹۳' · امین قاسمی نژاد '۶۹ | گزارش | دیوسالار '۲۲ نظری '۷۲ فرجی '۸۴ | ورزشگاه: ورزشگاه امام رضا تماشاگران: ۶٬۰۰۰ داور: علیرضا فغانی |

| ۱۳۹۷/۰۸/۱۸ ۱۲                        | نساجی                                             | ۰–۲   | استقلال خوزستان          | قائم‌شهر                                                           |
| ۱۵:۰۰ ساعت رسمی ایران (یوتی‌سی ۳:۳۰+) | میری ۲۸' · عاشوری ۵۶' · علایی '۳۱ '۴۵ · ممشلی '۴۵ | گزارش | مبعلی '۲۹ مکوند زاده '۷۷ | ورزشگاه: ورزشگاه شهید وطنی تماشاگران: ۱۵٬۰۰۰ داور: مهدی مرجان‌زاده |

| ۱۳۹۷/۰۹/۰۲ ۱۳                        | صنعت نفت                                                              | ۱–۱   | نساجی        | آبادان                                    |
| ۱۶:۴۰ ساعت رسمی ایران (یوتی‌سی ۳:۳۰+) | جهانی ۹۳' · کرار '۴۳ · جهانی '۴۳ · کعبی '۴۳ · گردان '۴۳ · عابدینی '۶۱ | گزارش | گولسیانی ۶۴' | ورزشگاه: ورزشگاه تختی داور: رضا کرمانشاهی |

| ۱۳۹۷/۰۹/۰۸ ۱۴                        | نساجی               | ۲–۲   | سپیدرود                                            | قائم‌شهر                                                         |
| ۱۵:۰۰ ساعت رسمی ایران (یوتی‌سی ۳:۳۰+) | نظری ۴۵' · عبدی ۷۸' | گزارش | غلامی ۵۷' (پنالتی) · سلیمانی ۶۸' · سلیمانی '۹۰ '۹۰ | ورزشگاه: ورزشگاه شهید وطنی تماشاگران: ۱۵٬۰۰۰ داور: علیرضا فغانی |

| ۱۳۹۷/۰۹/۱۵ ۱۵                        | پیکان         | ۱–۰   | نساجی                               | شهر قدس                                                       |
| ۱۵:۱۵ ساعت رسمی ایران (یوتی‌سی ۳:۳۰+) | خدابنده‌لو '۳۱ | گزارش | آشوری ۸۷' · دیوسالار '۳۲ · عبدی '۸۱ | ورزشگاه: ورزشگاه شهدای شهرقدس تماشاگران: ۵۰۰ داور: پیام حیدری |

| ۱۳۹۷/۱۱/۱۶ ۱۶                        | ذوب‌آهن                   | ۰–۰   | نساجی                     | اصفهان                                          |
| ۱۸:۱۵ ساعت رسمی ایران (یوتی‌سی ۳:۳۰+) | حدادی‌فر '۲۵ حبیب‌زاده '۹۰ | گزارش | لک '۹۰ ممشلی '۹۰ دافه '۹۰ | ورزشگاه: ورزشگاه فولادشهر داور: محمدرضا اکبریان |

| ۱۳۹۷/۱۱/۲۱ ۱۷                        | نساجی                       | ۱–۱   | تراکتورسازی             | قائم‌شهر                                          |
| ۱۷:۰۰ ساعت رسمی ایران (یوتی‌سی ۳:۳۰+) | عبدالله‌زاده '۴۴ · جعفری ۷۳' | گزارش | گولسیانی ۱۷' (گل‌به‌خودی) | ورزشگاه: ورزشگاه شهید وطنی داور: سید مهدی سیدعلی |

| ۱۳۹۷/۱۱/۲۷ ۱۸                        | پارس جنوبی                                         | ۳–۱   | نساجی                                     | جم                                                               |
| ۱۵:۳۰ ساعت رسمی ایران (یوتی‌سی ۳:۳۰+) | گولسیانی ۵۲' (گل‌به‌خودی) · علیاری ۵۶' · میرجوان ۹۲' | گزارش | علی‌اصغر عاشوری ۱۶ · گولسیانی ۷۰' (پنالتی) | ورزشگاه: ورزشگاه تختی جم تماشاگران: ۳۵۰ داور: سید مهدی مرجان‌زاده |

| ۱۳۹۷/۱۲/۰۳ ۱۹                        | نساجی                                                             | ۲–۰   | فولاد                  | قائم‌شهر                                     |
| ۱۵:۳۰ ساعت رسمی ایران (یوتی‌سی ۳:۳۰+) | عبدی ۳۴' · نظری '۵۲ · فرجی '۶۴ · گولسیانی ۷۲' (پنالتی) · آبشک '۸۵ | گزارش | آکاهوشی '۷۸ حردانی '۸۱ | ورزشگاه: ورزشگاه شهید وطنی داور: پیام حیدری |

| ۱۳۹۷/۱۲/۱۰ ۲۰                        | نفت                                                                                  | ۲–۲   | نساجی                                     | مسجدسلیمان                                          |
| ۱۶:۳۰ ساعت رسمی ایران (یوتی‌سی ۳:۳۰+) | امیری '۴۵ · علیزاده '۴۵ · شادکام '۶۹ · میداوودی '۷۳ · خدایی اصل '۸۰ ۹۵' · شریفات ۸۸' | گزارش | شیری ۲۹' '۵۶ · توتادزه '۷۳ ۸۲' · فرجی '۹۰ | ورزشگاه: ورزشگاه بهنام محمدی داور: محمدحسین ترابیان |

| ۱۳۹۷/۱۲/۱۷ ۲۱                        | نساجی               | ۱–۱   | پرسپولیس                  | قائم‌شهر                                                         |
| ۱۶:۰۰ ساعت رسمی ایران (یوتی‌سی ۳:۳۰+) | نظری ۲۱' · میری '۵۵ | گزارش | رفیعی ۶۳' '۹۴ · شریفی '۶۶ | ورزشگاه: ورزشگاه شهید وطنی تماشاگران: ۱۵٫۰۰۰ داور: علیرضا فغانی |

| ۱۳۹۷/۱۲/۲۵ ۲۲                  | استقلال                                      | ۱–۰   | نساجی                      | تهران                                                          |
| ساعت رسمی ایران (یوتی‌سی ۳:۳۰+) | تبریزی ۴۲' (پنالتی) · شجاعیان '۶۸ · منشا '۹۰ | گزارش | فرجی '۳۸ عبدی '۴۱ آبشک '۶۷ | ورزشگاه: ورزشگاه آزادی تماشاگران: ۱۷٫۰۰۰ داور: محمدرضا اکبریان |

| ۱۳۹۸/۰۱/۰۸ ۲۳                  | سایپا               | ۰–۰   | نساجی          | شهرقدس                                             |
| ساعت رسمی ایران (یوتی‌سی ۳:۳۰+) | سلیمانی شاه علی‌دوست | گزارش | عبدی نظری آبشک | ورزشگاه: ورزشگاه شهدای شهرقدس داور: سیدمهدی سیدعلی |

| ۱۳۹۸/۰۱/۱۶ ۲۴                  | نساجی    | ۰–۰   | سپاهان               | قائم‌شهر                                    |
| ساعت رسمی ایران (یوتی‌سی ۳:۳۰+) | آبشک '۵۵ | گزارش | جعفری '۵۳ یزدانی '۶۴ | ورزشگاه: ورزشگاه شهید وطنی داور: حسین زرگر |

| ۱۳۹۸/۰۱/۲۲ ۲۵                  | ماشین‌سازی   | ۰–۰   | نساجی    | تبریز                                                             |
| ساعت رسمی ایران (یوتی‌سی ۳:۳۰+) | خالقی‌فر '۵۸ | گزارش | سینگ '۶۵ | ورزشگاه: ورزشگاه بنیان‌دیزل تبریز تماشاگران: ۴۲۰ داور: کوپال ناظمی |

| ۱۳۹۸/۰۱/۳۰ ۲۶                  | نساجی                         | ۱–۰   | پدیده | قائم‌شهر                                            |
| ساعت رسمی ایران (یوتی‌سی ۳:۳۰+) | ممشلی ۴۶' · لک '۸۴ · فرجی '۹۴ | گزارش |       | ورزشگاه: ورزشگاه شهید وطنی داور: محمدحسین زاهدی‌فرد |

| ۱۳۹۸/۰۲/۰۵ ۲۷                  | استقلال خوزستان         | ۱–۱   | نساجی                  | اهواز                                           |
| ساعت رسمی ایران (یوتی‌سی ۳:۳۰+) | کیانی '۳۵ · باقرپور ۷۴' | گزارش | نظری ۲' '۸۷ · فرجی '۶۷ | ورزشگاه: ورزشگاه فولاد آرنا داور: جواد رحیم‌زاده |

| ۱۳۹۸/۰۲/۱۳ ۲۸                  | نساجی    | ۱–۲   | صنعت نفت                           | قائم‌شهر                                                       |
| ساعت رسمی ایران (یوتی‌سی ۳:۳۰+) | نظری ۸۹' | گزارش | هخامنش · بالوتلی ۴۵' · غبیشاوی ۶۷' | ورزشگاه: ورزشگاه شهید وطنی تماشاگران: ۱۰٫۰۰۰ داور: پیام حیدری |

| ۱۳۹۸/۰۲/۲۱ ۲۹                  | سپیدورد         | ۳–۱ | نساجی                            | رشت                     |
| ساعت رسمی ایران (یوتی‌سی ۳:۳۰+) | محمد بلبلی ۲+۹۰ |     | سجاد عاشوری ۷۲ رحمان جعفری ۸۶+۷۴ | ورزشگاه: سردار جنگل رشت |

| ۱۳۹۸/۰۲/۲۶ ۳۰                  | نساجی | – | پیکان | قائم‌شهر                    |
| ساعت رسمی ایران (یوتی‌سی ۳:۳۰+) |       |   |       | ورزشگاه: ورزشگاه شهید وطنی |

### جام حذفی

#### بازی‌ها
| ۱۳۹۷/۰۶/۲۶ یک‌شانزدهم نهایی           | نساجی                                                       | ۵–۰   | شاهین لردگان | قائم‌شهر                                       |
| ۱۸:۴۵ ساعت رسمی ایران (یوتی‌سی ۴:۳۰+) | محمدمهدی نظری ۵'، ۷'، ۳۹' · مهرداد عبدی ۳۸' · علی شجاعی ۵۰' | گزارش |              | ورزشگاه: ورزشگاه شهید وطنی داور: سامان سلطانی |

| ۱۳۹۷/۰۷/۱۳ یک‌هشتم نهایی | سپاهان | ۱ – ۱ (۴–۳ پنالتی)                        | نساجی | اصفهان |
| ۱۸:۱۵ یوتی‌سی ۳:۳۰+ اتفاق ویژه: در حالی که نساجی در ابتدای بازی یک گل دریافت کرد و به نظر می‌رسید سپاهان این مسابقه خانگی را با پیروزی پُر گل تمام کند، اما کار سختی در ادامه داشت و شاگردان جواد نکونام با دوندگی بالا و دفاع منطقی اجازه ندادند و کار را در ۱۲۰ دقیقه به تساوی کشیدند و کار بزرگی انجام دادند، در ضربات پنالتی نیز ناکام ماندند تا سپاهان به مرحله یک چهارم نهایی جام حذفی صعود کند. | کی‌روش ۵' · شهباززاده ۲۶' (گل‌به‌خودی) · شهباززاده '۷۶ · بازیکنان: · نیازمند، شفیعی، پورقاز، ایران‌پوریان، کیانی، کومان، شهباززاده، انصاری، محمدی، کی‌روش · آقایی '۴۶سرلک · سرلک '۹۸کریمی | گزارش                                     | فرجی '۷۶ · عباس‌زاده '۱۰۵ · گولیسانی '۱۱۲ · بازیکنان: · لک، گولسیانی، شیری، فرجی، عاشوری، ممشلی، عبدالله‌زاده، میری، آبشک، شجاعی و جعفری · جعفری '۷۲عباس‌زاده · شجاعی '۸۴آشوری · عاشوری '۱۰۲سینگ · میری '۱۰۷معصومی | ورزشگاه: نقش جهان تماشاگران: ۱۱٬۰۰۰ داور: علیرضا فغانی کمک داوران: محمدرضا مدیرروستا، مهرداد نجفی داور چهارم: حسین زمانی ناظر: سعید بطحایی |
| | ضربات پنالتی |                                           | | |
| ایران‌پوریان · کی‌روش · انصاری · کومان · کیانی | | گولیسانی · آبشک · ممشلی · شیری · عباس‌زاده | | |

## رکوردها
- در فصل ۱۳۹۸–۱۳۹۷ جواد نکونام با ۳۷ سال سن، رکورددار جوان‌ترین سرمربی لیگ فوتبال ایران را دارا شد.[۱۲۸]

## هواداران

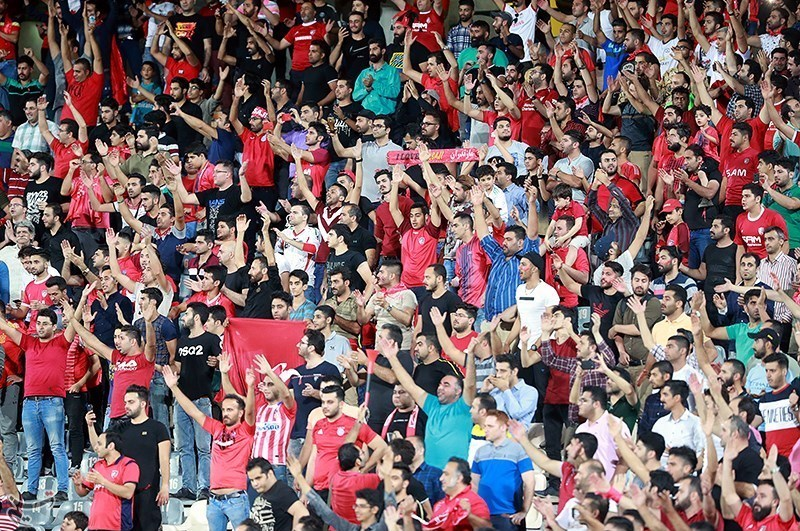
بخشی از گزارش وبگاه ورزش سه دربارهٔ بازی پرسپولیس-نساجی، که پرسپولیس برنده بازی شد: «آن‌ها شایسته‌ترین و قابل احترام‌ترین هواداران شش هفته اخیر لیگ برتر بودند؛ بیش از ۶ سکو را به اشغال خود درآورده بودند و در طول تمامی دقایق بازی یا در سکوت یا با فریاد حمایت خود، به تشویق نساجی پرداختند. بدون توهین به رقیب و واکنش به کری‌های همیشگی تماشاگران روبرو. پایان‌بخش حرکت آن‌ها نیز امضای شایستگی ستایش آن‌ها بود؛ جایی که همگی با تشویق‌های غروربرانگیز و یک‌صدای خود بازیکنان را بابت عملکرد ۹۰ دقیقه‌ای مورد حمایت قرار دادند.»

علی دایی (سرمربی سایپا) دربارهٔ هواداران نساجی گفت: «به نظر من این هواداران با فشاری که در زمین به تیم‌های حریف می‌آورند، ۷۰–۸۰ درصد تعیین‌کننده هستند… آن‌ها با این هواداران شخصیت بالایی گرفتند. هواداران می‌توانند کمک کنند نساجی در انتهای فصل، حداقل در رده‌های میانی جدول باشد.» عبدالله ویسی (سرمربی نفت مسجدسلیمان) هم پس از باخت در قائمشهر گفت: «آنقدر هواداران نساجی خوب بودند که دوست داشتم دوباره خودم بازی کنم. تا آخرین لحظه ایستادم و شادی آن‌ها را دیدم. بسیار با ادب بودند و امیدوارم با اوضاع خرابی که در بعضی ورزشگاه‌ها وجود دارد، اینجا درس عبرتی برای دیگران شود تا فقط تیم خودشان را تشویق کنند. درود بر شرف تک تک تماشاگران قائمشهر.» پس از میزبانی از استقلال تهران هم وینفرید شفر و مهدی رحمتی (سرمربی و دروازه‌بان استقلال) از هواداران نساجی را ستودند. برای بازی مقابل پرسپولیس در تهران، حدود ۱۰۰۰۰ نفر از شمال کشور به ورزشگاه آزادی رفتند و نساجی را تشویق کردند. رفتار تماشاگران نساجی در این دیدار مورد توجه رسانه‌ها قرار گرفت.
سعید فتاحی، رئیس کمیته مسابقات سازمان لیگ، تماشاگران را الگویی برای سراسر کشور دانست. محمدرضا ساکت، دبیرکل فدراسیون فوتبال در نامه‌ای رئیس هیئت فوتبال استان مازندران، اظهار امیدواری کرد که هواداران دیگر باشگاه‌های کشور نساجی را الگوی خود قرار دهند و نوشت:
بنا به گزارش واصله از بازی جوانمردانه و مسئولیت‌پذیری اجتماعی تماشاگران باشگاه نساجی قائمشهر در هفته اول لیگ برتر فوتبال و انعکاس این گزارش در رسانه‌های گروهی مبنی بر رفتارهای تحسین‌برانگیز آن تماشاگران که علیرغم شکست خانگی در برابر نایب قهرمان لیگ فوتبال سال گذشته بارقه امید را در دل علاقمندان به فوتبال کشورمان روشن کرد، مراتب تشکر و تقدیر فدراسیون فوتبال را به فرد فرد هواداران، مدیران و دست‌اندرکاران باشگاه که کانوان هواداران و همکاران هیئت فوتبال و رسانه‌های منعکس کننده، این اقدام خداپسندانه را ابلاغ فرمائید.

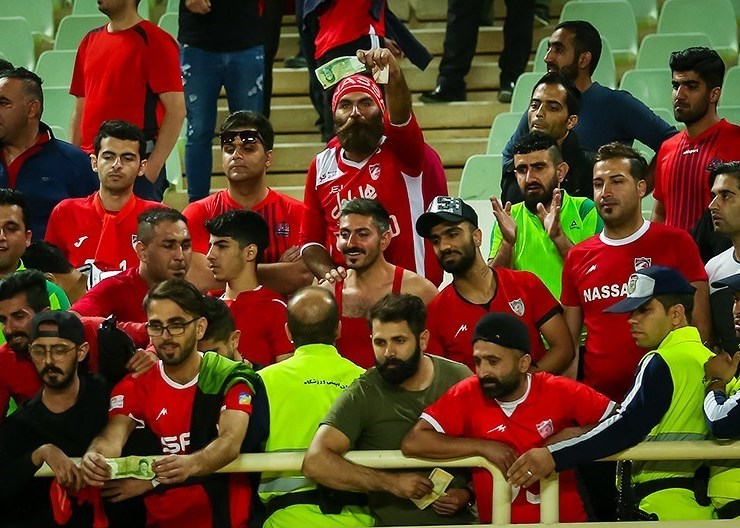
تماشاچیان نساجی در اعتراض به اتفاقات بازی سپاهان، به داور پول نشان دادند.

نکونام (سرمربی نساجی) پس از باخت در مقابل سپاهان در ۲۷ مهر، در مصاحبه‌ای ضمن اشاره به این موضوع که در لیگ جاری از رفتار هواداران نساجی بارها تمجید شده، از اشتباهات داوری مکرر علیه تیمش انتقاد کرد و گفت: «همواره این اشتباهات علیه مردم قائمشهر می‌شود. آدم خوب، اصلاً ما نمی‌خواهیم آدم خوب باشیم. تا حالا دیدید در قائمشهر کسی به حریف و بازیکن و داور بی‌احترامی کند؟ اما اکنون کاری کرده‌اند که مردم قائمشهر واقعاً عصبانی هستند.» در این بازی تماشاگران مازنی حاضر در ورزشگاه نقش جهان در اعتراض به عملکرد داوری پول خود را نشان می‌دادند.
داریوش یزدی (سرمربی استقلال خوزستان) پس از شکست در برابر نساجی در قائمشهر، در تمجید از تماشاگران نساجی گفت «امیدوارم این تماشاگران همین‌طور حامی تیم خود باشند. من هم علاقه‌مند هستم در چنین تیم‌هایی باشم چرا که اگر چنین جوی در استادیوم شما باشد، دیگر نیاز نیست بخواهید کار خاصی انجام دهید چون شرایطی که این هواداران به وجود می‌آورند، توپ و تیم حریف را به دروازه مقابل خواهد برد.» او سپس در انتقاد از رویکرد نکونام در سرمربی‌گری گفت که او از تماشاچیان و توپ‌جمع‌کن‌ها می‌خواست که برای تیم حریف مشکل ایجاد کنند.
از هوادران سرشناس نساجی «محمد مسافری» جوان نابینای قائمشهری است که در اکثر مسابقات برای حمایت از نساجی حاضر می‌شود. او ۲۴ مهر، در تمرینات نساجی به مناسبت روز عصای سفید حضور یافت و بازیکنان و مربیان نساجی به قدردانی از او پرداخته و برایش کیک بریدند. او که از ۱۲ سالگی نابینا شده، به همراه دوستش، عادل، به تمامی مسابقات می‌رود و عادل برایش بازی‌ها را گزارش می‌کند.
از حواشی دیگر نساجی در این فصل حضور همسایگان ورزشگاه وطنی بر روی بام‌های خانه‌هایشان هنگام برگزاری بازی‌ها بود. آن‌ها که پیشتر با «بساط تخمه و هندوانه» از خانهٔ خود شاهد بازی می‌بودند، مورد توجه رسانه‌ها قرار گرفتند. در بازی نساجی-ذوب‌آهن این عمل با مخالفت ناظر مسابقه روبرو شد و به فرمان او با داربست و موانعی جلوی دید خانه‌های اطراف گرفته شد؛ ولی یکی از همسایه‌ها با اجاره کردن داربستی که بلندتر از آن بود، به تماشای بازی نشست. او به رسانه‌ها گفت: «مگر ما خلاف می‌کنیم؟... اگر باز هم داربستشان را بالا ببرند، من هم داربستم را بلندتر می‌کنم.» در ایران موانعی برای خبرنگاران ورزشی زن وجود دارد. پریسا پورطاهریان، که تنها عکاس ورزشی زن در ایران است، برای مقابله با محدودیت‌های ورود زنان به ورزشگاه و با الهام گرفتن از همسایه‌های تماشاچی نساجی، تصمیم گرفت از روی سقف منزل همسایه از اتفاقات بازی‌های نساجی عکس‌برداری کند.

## لباس فصل
تامین کننده: مروژ

| \| \| لباس اول \| \| لباس دوم \| |          |  |          |
|                                  | لباس اول |  | لباس دوم |

|  | لباس اول |  | لباس دوم |

| \| \| لباس اول \| \| لباس دوم \| |          |  |          |
|                                  | لباس اول |  | لباس دوم |

|  | لباس اول |  | لباس دوم |

منبع: "وبگاه تیم‌کیتز".